# Eleições gerais do México em 2006
As eleições gerais mexicanas de 2006 foram realizadas em 2 de julho de 2006, com o propósito de eleger o Presidente da República sucessor de Vicente Fox e os 628 membros do Congresso da União. Além disso, foram realizadas eleições regionais em nove estados do país. 
O vencedor da eleição presidencial foi Felipe Calderón com 35,86% dos votos, uma margem de 0,64% de diferença do segundo colocado, López Obrador. Calderón é do Partido da Ação Nacional (PAN), que já exercia a Presidência com Vicente Fox desde 2000. O Partido da Revolução Democrática (PRD) não reconheceu o resultado das eleições, desencadeando uma série de acusações conhecidas como "Controvérsias e Irregularidades das eleições de 2006". 

## Eleição presidencial
Participaram oito partidos políticos, dos quais cinco se agruparam em duas diferentes coalizões. Os candidatos foram:
| Candidato                   | Origem           | Partido/Aliança                                        |
| Felipe Calderón Hinojosa    | Michoacán        | Partido da Ação Nacional (PAN)                         |
| Andrés Manuel López Obrador | Tabasco          | Coalização para o Bem de Todos (PRD, PT, Convergencia) |
| Roberto Madrazo Pintado     | Tabasco          | Aliança pelo México (PRI, PVEM)                        |
| Patricia Mercado Castro     | Sonora           | Partido Alternativo Social Democrata e Camponês        |
| Roberto Campa Cifrián       | Distrito Federal | Nova Aliança                                           |

Em 6 de julho, Felipe Calderón foi anunciado como vencedor da disputa presidencial. Dirigentes do Partido da Revolução Democrática (PRD) solicitaram a anulação da eleição, citando supostas irregularidades encontradas no processo eleitoral. Após estudar o caso, em 5 de setembro, o Tribunal Federal Eleitoral validou o resultado das eleições, declarando Felipe Calderón como Presidente-eleito do México, até a data de sua posse.

### Resultados
| Partido                    | Partido                                   | Candidato                   | Votos      | Votos (%) |
| -------------------------- | ----------------------------------------- | --------------------------- | ---------- | --------- |
|                            | Partido da Ação Nacional                  | Felipe Calderón             | 15 000 284 | 35,89%    |
|                            | Partido da Revolução Democrática          | Andrés Manuel López Obrador | 14 756 350 | 35,31%    |
|                            | Partido Revolucionário Institucional/PVEM | Roberto Madrazo Pintado     | 9 301 441  | 22,26%    |
|                            | Partido Alternativo Social Democrata      | Patricia Mercado            | 1 128 850  | 2,7%      |
|                            | Nova Aliança                              | Roberto Campa Cifrián       | 401 804    | 0,96%     |
|                            | -                                         | Candidatos não registrados  | 297 989    | 0,71%     |
| Totais                     | Totais                                    | Totais                      | 40 886 718 |           |
| Votos Nulos                | Votos Nulos                               | Votos Nulos                 | 904 604    | 2,16%     |
| Participação               | Participação                              | Participação                | 41 791 322 | 58,55%    |
| Fonte: IFE Baja California |                                           |                             |            |           |